# ساتوشی فوجیموتو (بازیکن فوتبال)
ساتوشی فوجیموتو (ژاپنی: 藤本 敏史؛ زادهٔ ۱۹ ژوئن ۱۹۷۶) یک بازیکن فوتبال اهل ژاپن است.
از باشگاه‌هایی که در آن بازی کرده‌است می‌توان به باشگاه فوتبال آویسپا فوکوئوکا اشاره کرد.